# Roland Stern
Roland Stern (ur. 1967) – węgierski kierowca wyścigowy.

## Biografia
W 2015 roku zadebiutował w Węgierskiej Formule 2000 i Węgierskiej Formule Renault. W debiutanckim sezonie zajął czwarte miejsce w klasyfikacji Formuły Renault. W 2016 roku uczestniczył w Mistrzostwach Europy Strefy Centralnej, zdobywając piąte miejsce na koniec sezonu. W tym samym roku zajął trzecie miejsce w Węgierskiej Formule 2000. W latach 2016–2018 był natomiast wicemistrzem Węgierskiej Formuły Renault. W 2019 roku zmienił pojazd na Dallarę F313. Zajął wówczas szóste miejsce w Mistrzostwach Europy Strefy Centralnej.

## Wyniki
| Legenda oznaczeń w tabelach wyników Wyświetl szablon na nowej stronie | Legenda oznaczeń w tabelach wyników Wyświetl szablon na nowej stronie                                                                     |
| Oznaczenie                                                            | Wyjaśnienie |
| --------------------------------------------------------------------- | --- |
| Złoty                                                                 | Zwycięzca lub mistrzostwo |
| Srebrny                                                               | 2. miejsce lub wicemistrzostwo |
| Brązowy                                                               | 3. miejsce lub II wicemistrzostwo |
| Zielony                                                               | Ukończył, punktował (w klasyfikacji generalnej, gdy zdobył co najmniej jeden punkt na przestrzeni sezonu, poza trzema powyższymi opcjami) |
| Niebieski                                                             | Ukończył, nie punktował (w klasyfikacji generalnej, gdy nie zdobył co najmniej jednego punktu na przestrzeni sezonu)                      |
| Czerwony                                                              | Nie zakwalifikował się (NZ) |
| Czerwony                                                              | Nie prekwalifikował się (NPK) |
| Różowy                                                                | Nie ukończył (NU) |
| Różowy                                                                | Niesklasyfikowany (NS) (w klasyfikacji generalnej, gdy nie został sklasyfikowany w żadnym wyścigu sezonu)                                 |
| Czarny                                                                | Zdyskwalifikowany (DK) |
| Czarny                                                                | Wykluczony (WYK/EX) |
| Biały                                                                 | Nie wystartował (NW) |
| Biały                                                                 | Kontuzjowany (K/INJ) |
| Biały                                                                 | Wyścig odwołany (OD/C) |
| Bez koloru                                                            | Został wycofany (WYC/WD) |
| Bez koloru                                                            | Nie przybył (NP/DNA) |
| Bez koloru                                                            | Nie brał udziału w treningach (NT/DNP) |
| Bez koloru                                                            | Nie został zgłoszony (–) |
| Pogrubienie                                                           | Start z pole position |
| Kursywa                                                               | Najszybsze okrążenie wyścigu |
| †                                                                     | Nie ukończył, ale jego rezultat został zaliczony ze względu na przejechanie więcej niż 90% dystansu wyścigu.                              |
| *                                                                     | Sezon w trakcie |
| 1/2/3                                                                 | Punktowana pozycja w sprincie kwalifikacyjnym                                                                                             |
| Lista systemów punktacji Formuły 1                                    | |

### Węgierska Formuła Renault
| Rok  | Zespół             | Samochód      | Silnik  | Wyniki w poszczególnych eliminacjach | Wyniki w poszczególnych eliminacjach | Wyniki w poszczególnych eliminacjach | Wyniki w poszczególnych eliminacjach | Wyniki w poszczególnych eliminacjach | Wyniki w poszczególnych eliminacjach | Wyniki w poszczególnych eliminacjach | Wyniki w poszczególnych eliminacjach | Wyniki w poszczególnych eliminacjach | Wyniki w poszczególnych eliminacjach | Wyniki w poszczególnych eliminacjach | Wyniki w poszczególnych eliminacjach | Pkt. | Msc. |
| ---- | ------------------ | ------------- | ------- | ------------------------------------ | ------------------------------------ | ------------------------------------ | ------------------------------------ | ------------------------------------ | ------------------------------------ | ------------------------------------ | ------------------------------------ | ------------------------------------ | ------------------------------------ | ------------------------------------ | ------------------------------------ | ---- | ---- |
| 2015 |                    |               |         | Węgry                                | Węgry                                | Austria                              | Austria                              | Węgry                                | Węgry                                | Słowacja                             | Słowacja                             | Węgry                                | Węgry                                | Węgry                                |                                      | 31   | 4    |
| 2015 | Formula Car Team   | Tatuus FR2000 | Renault | -                                    | -                                    | -                                    | -                                    | 4                                    | NU                                   | 3                                    | NW                                   | 4                                    | 4                                    | 4                                    |                                      | 31   | 4    |
| 2016 |                    |               |         | Węgry                                | Węgry                                | Węgry                                | Węgry                                | Węgry                                | Słowacja                             | Słowacja                             | Czechy                               | Czechy                               | Węgry                                | Węgry                                | Węgry                                | 84   | 2    |
| 2016 | F-2 Silver Racing  | Tatuus FR2000 | Renault | 3                                    | 2                                    | 2                                    | 2                                    | 3                                    | 2                                    | 1                                    | 2                                    | 3                                    | NU                                   | NU                                   | 2                                    | 84   | 2    |
| 2017 |                    |               |         | Węgry                                | Węgry                                | Węgry                                | Węgry                                | Węgry                                | Słowacja                             | Słowacja                             | Czechy                               | Czechy                               | Węgry                                | Węgry                                | Węgry                                | 88   | 2    |
| 2017 | F-Racing 2000 Kft. | Tatuus FR2000 | Renault | 1                                    | 2                                    | 2                                    | 2                                    | 2                                    | 1                                    | NU                                   | 1                                    | 1                                    | 2                                    | 2                                    | NU                                   | 88   | 2    |
| 2018 |                    |               |         | Węgry                                | Węgry                                | Austria                              | Austria                              | Słowacja                             | Słowacja                             | Czechy                               | Czechy                               | Węgry                                | Węgry                                | Węgry                                |                                      | 62   | 2    |
| 2018 | F-Racing 2000 Kft. | Tatuus FR2000 | Renault | -                                    | -                                    | 2                                    | 2                                    | NU                                   | 3                                    | 2                                    | 2                                    | 2                                    | 3                                    | 1                                    |                                      | 62   | 2    |

### Węgierska Formuła 2000
| Rok  | Zespół             | Samochód      | Silnik  | Wyniki w poszczególnych eliminacjach | Wyniki w poszczególnych eliminacjach | Wyniki w poszczególnych eliminacjach | Wyniki w poszczególnych eliminacjach | Wyniki w poszczególnych eliminacjach | Wyniki w poszczególnych eliminacjach | Wyniki w poszczególnych eliminacjach | Wyniki w poszczególnych eliminacjach | Wyniki w poszczególnych eliminacjach | Wyniki w poszczególnych eliminacjach | Wyniki w poszczególnych eliminacjach | Wyniki w poszczególnych eliminacjach | Wyniki w poszczególnych eliminacjach | Pkt. | Msc. |
| ---- | ------------------ | ------------- | ------- | ------------------------------------ | ------------------------------------ | ------------------------------------ | ------------------------------------ | ------------------------------------ | ------------------------------------ | ------------------------------------ | ------------------------------------ | ------------------------------------ | ------------------------------------ | ------------------------------------ | ------------------------------------ | ------------------------------------ | ---- | ---- |
| 2015 |                    |               |         | Węgry                                | Węgry                                | Austria                              | Austria                              | Węgry                                | Węgry                                | Słowacja                             | Słowacja                             | Węgry                                | Węgry                                | Węgry                                |                                      |                                      | 14   | 7    |
| 2015 | Formula Car Team   | Tatuus FR2000 | Renault | -                                    | -                                    | -                                    | -                                    | 6                                    | NU                                   | 6                                    | NW                                   | 7                                    | 7                                    | 7                                    |                                      |                                      | 14   | 7    |
| 2016 |                    |               |         | Węgry                                | Węgry                                | Węgry                                | Węgry                                | Węgry                                | Słowacja                             | Słowacja                             | Czechy                               | Czechy                               | Węgry                                | Węgry                                | Węgry                                |                                      | 71   | 3    |
| 2016 | F-2 Silver Racing  | Tatuus FR2000 | Renault | 4                                    | 3                                    | 2                                    | 3                                    | 4                                    | 4                                    | 1                                    | 4                                    | 5                                    | 4                                    | NU                                   | 3                                    |                                      | 71   | 3    |
| 2017 |                    |               |         | Węgry                                | Węgry                                | Węgry                                | Węgry                                | Węgry                                | Słowacja                             | Słowacja                             | Czechy                               | Czechy                               | Węgry                                | Węgry                                | Węgry                                |                                      | 56   | 4    |
| 2017 | F-Racing 2000 Kft. | Tatuus FR2000 | Renault | 3                                    | 3                                    | 4                                    | 4                                    | 3                                    | 3                                    | NU                                   | 2                                    | 3                                    | 5                                    | 5                                    | NU                                   |                                      | 56   | 4    |
| 2018 |                    |               |         | Węgry                                | Węgry                                | Austria                              | Austria                              | Słowacja                             | Słowacja                             | Czechy                               | Czechy                               | Węgry                                | Węgry                                | Węgry                                |                                      |                                      | 37   | 4    |
| 2018 | F-Racing 2000 Kft. | Tatuus FR2000 | Renault | NW                                   | NU                                   | 4                                    | 4                                    | NU                                   | 4                                    | 4                                    | 4                                    | 4                                    | 6                                    | 7                                    |                                      |                                      | 37   | 4    |
| 2019 |                    |               |         | Węgry                                | Węgry                                | Austria                              | Austria                              | Chorwacja                            | Chorwacja                            | Słowacja                             | Słowacja                             | Czechy                               | Czechy                               | Węgry                                | Węgry                                | Węgry                                | 34   | 8    |
| 2019 | F-Racing 2000 Kft. | Dallara F313  | Toyota  | 1                                    | NW                                   | NU                                   | 2                                    | 2                                    | 2                                    | -                                    | -                                    | -                                    | -                                    | -                                    | -                                    | -                                    | 34   | 8    |